# Episodi di Sofia la principessa (prima stagione)
La prima stagione della serie televisiva Sofia la principessa viene trasmessa dall'11 gennaio 2013 sul canale statunitense e italiano Disney Junior dopo l'esordio del film Sofia - C'era una volta una principessa il 18 novembre 2012. 
In Italia il 13 aprile 2013 va in onda il film (dalla durata doppia rispetto alle normali puntate) su Disney Channel Italia e in contemporanea su Disney Junior
Prima degli ultimi episodi della stagione viene prodotto un secondo film intitolato Il castello sul mare.
Il canone americano inserisce i due film all'interno della serie e li numera rispettivamente come episodio n. 0 e n. 22.
La programmazione della serie è arrivata dall'11 maggio 2013 su Disney Junior e su Rai Yoyo dal 2014.
Principesse guest star:
- Cenerentola, appare nel pilot C'era una volta una principessa.
- Jasmine, appare nell'episodio  Avventura a Tangu.
- Belle, appare nell'episodio  L'amuleto e l'inno.
- Ariel, appare nello speciale Il castello sul mare, secondo film della serie numerato come episodio 22 della prima stagione.
- Aurora, appare nell'episodio Le festività a Incantia.

| nº | Titolo originale          | Titolo italiano                 | Prima TV USA      | Prima TV Italia   |
| -- | ------------------------- | ------------------------------- | ----------------- | ----------------- |
| 0  | Once Upon a Princess      | C'era una volta una principessa | 18 novembre 2012  | 13 aprile 2013    |
| 1  | Just One of the Princess  | Una principessa tra i principi  | 11 gennaio 2013   | 11 maggio 2013    |
| 2  | The Big Sleepover         | Il pigiama party                | 18 gennaio 2013   | 18 maggio 2013    |
| 3  | Let the Good Times Troll  | A riveder le stelle             | 25 gennaio 2013   | 25 maggio 2013    |
| 4  | Cedric's Apprentice       | L'apprendista di Cedric         | 1º febbraio 2013  | 1º giugno 2013    |
| 5  | A Royal Mess              | Un regale disastro              | 8 febbraio 2013   | 8 giugno 2013     |
| 6  | The Shy Princess          | La principessa timida           | 22 febbraio 2013  | 15 giugno 2013    |
| 7  | Blue Ribbon Bunny         | La coccarda blu                 | 15 marzo 2013     | 14 settembre 2013 |
| 8  | The Princess Test         | Un esame a corte                | 12 aprile 2013    | 21 settembre 2013 |
| 9  | Baileywick's Day Off      | Il giorno libero di Baileywick  | 26 aprile 2013    | 28 settembre 2013 |
| 10 | Tri-Kingdom Picnic        | Il pic-nic dei tre Regni        | 17 maggio 2013    | 5 ottobre 2013    |
| 11 | The Little Witch          | La piccola strega               | 31 maggio 2013    | 12 ottobre 2013   |
| 12 | Two to Tangu              | Avventura a Tangu               | 14 giugno 2013    | 19 ottobre 2013   |
| 13 | Finding Clover            | Alla ricerca di Clover          | 28 giugno 2013    | 4 dicembre 2013   |
| 14 | The Amulet of Avalor      | L'amuleto di Avalor             | 12 luglio 2013    | 27 gennaio 2014   |
| 15 | The Buttercups            | I ranuncoli                     | 2 agosto 2013     | 3 febbraio 2014   |
| 16 | Make Room for Miss Nettle | La signorina Ortica             | 23 agosto 2013    | 10 febbraio 2014  |
| 17 | The Amulet and the Anthem | L'amuleto e l'inno              | 13 settembre 2013 | 9 giugno 2014     |
| 18 | Tea for Too Many          | L'ora del tè                    | 27 settembre 2013 | 17 febbraio 2014  |
| 19 | Princess Butterfly        | La principessa farfalla         | 11 ottobre 2013   | 16 giugno 2014    |
| 20 | Great Aunt-Venture        | Benvenuta zia Tilly             | 25 ottobre 2013   | 24 febbraio 2014  |
| 21 | The Baker King            | Il re fornaio                   | 8 novembre 2013   | 24 marzo 2014     |
| 22 | The Floating Palace       | Il castello sul mare            | 24 novembre 2013  | 12 aprile 2014    |
| 23 | Holiday in Enchancia      | Le festività a Incantia         | 1º dicembre 2013  | 8 dicembre 2014   |
| 24 | Four's a Crowd            | La sfilata volante              | 14 febbraio 2014  | 30 giugno 2014    |

## C'era una volta una principessa
Dopo il matrimonio di sua madre con il re del regno di Incantia, la piccola Sofia diventa, da un giorno all'altro, una dolcissima principessa! All'improvviso, si ritrova in una carrozza volante diretta all'Accademia Reale, dove le direttrici Flora, Fauna e Serenella le insegnano tutto ciò che deve sapere. Sofia si scontrerà presto con l'incantesimo di Cedric un mago un po' imbranato e con sua sorella Amber, ma riuscirà a riportare l'ordine grazie ad un magico amuleto regalatole dal re, che le farà comprendere il linguaggio degli animali e la metterà in contatto con le altre Principesse Disney. In questa occasione sarà Cenerentola ad aiutarla.

## Una principessa tra i principi
Sofia vorrebbe entrare nella squadra per il Derby Volante, ma non può partecipare alle selezioni, perché è uno sport per maschi. Sostenuta dagli amici animali, si confida coi genitori e ottiene il permesso di allenarsi con il pony alato Minimus.

## Il pigiama party
Sofia invita le sue migliori amiche Jade e Ruby al pigiama party regale. Purtroppo l'esuberanza delle due finisce per infastidire Amber e le altre principesse ospiti. Di fronte all'imbarazzo di Sofia, le bimbe si offendono e decidono di andarsene.

## A riveder le stelle
Sofia fa amicizia con dei Troll, piccole creature verdi che vivono in una grotta vicino al castello. Per far capire ai genitori che sono inoffensivi, Sofia e James escogitano un piano, che fallisce miseramente, ma la principessina non si darà per vinta.

## L'apprendista di Cedric
Per superare una verifica di incantesimi Sofia chiede aiuto al mago di corte Cedric che la nomina sua apprendista col solo scopo di impossessarsi dell'amuleto magico, mettendola in pericolo...

## Un regale disastro
In città è arrivato il circo e i ragazzi scalpitano per andarci. James però distrugge una parte della nuova vetrata del castello, dopo averlo rotto di nuovo, Sofia e James chiedono aiuto al mago Cedric ma Cedric fa un incantesimo sbagliato, perché lui voleva prendere l'amuleto di Sofia ma invece no. Visto che l'incantesimo attrae soltanto cose piccole, lui non ce la fa e così lui ci finisce dentro. James fa un incantesimo scritto sul libro di Cedric e così lo fa tornare fuori, però la vetrata si rompe del tutto. Dopo che il re e la regina se ne accorgono chiedono chi sia stato e Sofia si sacrifica per lasciar andare al circo il resto della famiglia. Ma al circo James rivela ai genitori che non è stata Sofia a romperla, ma è stato lui e dopo i genitori si accorgono che Amber aveva cercato di distrarli e così la famiglia ritorna al castello. Il capo del circo se ne accorge che il re e la regina erano andati via. Dopo dei rimproveri verso i ragazzi, viene il capo del circo e chiede se per loro il circo non era stato di gradimento, ma il re afferma che era soltanto un malinteso e così il capo del circo chiede al re se potrebbe far vedere lo spettacolo e così il re accetta e appena usciti nel cortile, assai si la famiglia si diverte molto con tutti quei spettacoli di magia e di acrobazie.

## La principessa timida
Le fate della Reale Accademia assegnano agli allievi la realizzazione del castello dei propri sogni. Sofia deve lavorare con Vivian, a lei sconosciuta. Le compagne sostengono che la principessa sia figlia di gnomi, che abiti in una caverna e che possieda un drago...

## La coccarda blu
Sofia vuole partecipare con Clover al concorso per animali domestici. Ma il coniglio si lascia distrarre dal cibo e Sofia decide di sostituirlo con una coniglietta dello zoo del castello. Pentita della sua scelta, correrà ai ripari...

## Un esame a corte
Al castello le ragazze devono sostenere un esame per dimostrare di sapersi comportare da vere principesse. Tutte si dirigono verso la sala per la prova, ma Sofia si attarda per aiutare la bibliotecaria. Riuscirà ad arrivare in tempo?

## Il giorno libero di Baileywick
È il compleanno di Baileywick e il Re concede al maggiordomo una giornata libera. Ma quando al castello arrivano gli amici di James, Amber e Sofia, i tre bambini gli chiedono aiuto e lui rinuncia al suo tempo libero.

## Il pic-nic dei tre Regni
Per l'annuale pic-nic dei tre Regni, i sovrani dei regni amici di Incantia assistono alle gare organizzate per i piccoli principi. Il vincitore porterà a casa il Calice d'Oro, e lo custodirà fino all'anno successivo.

## La piccola strega
Jade prepara il giardino per la sua festa di compleanno, ma per dispetto la piccola strega Lucinda le rovina gli addobbi trasformandoli in funghi e alveari. dopo che Lucinda scappa, Sofia scopre che Lucinda vorrebbe essere invitata alla festa. Sofia le fa capire i disastri che ha fatto sin da quando si era trasferita e così Lucinda cerca di scusarsi con Jade, ma lei non accetta le sue scuse, pensando che sia un inganno. Comunque Lucinda si vuole scusare con gli abitanti di Incantia spezzando tutti gli incantesimi che lei aveva fatto. Avendo spezzato tutti gli incantesimi, gli abitanti vogliono essere amica di Lucinda tranne Jade. Sofia consiglia a Lucinda di risistemare il giardino di Jade. una volta fatto Sofia e Lucinda entrano in casa di Jade e Sofia finisce nella trappola al posto di Lucinda. Dopo Lucinda capisce che la trappola,in realtà, era per lei. Allora Lucinda scappa, mentre Sofia spiega a Jade che Lucinda aveva raiggiustato il giardino. Allora Jade va da Lucinda e si scusa con lei. Lucinda viene invitata alla festa di Jade. Lucinda rende la festa di Jade uno splendore pieno di magia e come conclusione Jade e Lucinda diventano amiche.

## Avventura a Tangu
Sofia e Amber visitano Tangu, ma si perdono per colpa di un tappeto magico. Per ritornare a Tangu chiedono aiuto a Jasmine apparsa grazie l'amuleto.

## Alla ricerca di Clover
Sofia è impegnata e non riesce a giocare con Clover. Deluso, il coniglio segue un mago per diventare la stella del suo spettacolo, ma ne diventa prigioniero. Quando Sofia lo scopre, si mette subito alla sua ricerca.

## L'amuleto di Avalor
Un cucciolo di grifone ruba a Sofia l'amuleto, facendole così perdere il potere di comunicare con gli animali. Clover e gli altri la aiutano a recuperarlo, mentre Cedric tenta di sottrarlo al grifone per diventare re di Incantia. Ma la lotta tra il grifone e Cedric fu ingaggiata e Sofia ne approfittò per recuperare l'amuleto e riprendere il potere di comunicare con gli animali.

## I ranuncoli
Sofia parte per un'escursione con il gruppo scout dei Ranuncoli. Ma per ordine del re, Baileywick deve sostituirla in ogni attività per evitare che si faccia male. Sofia però riuscirà a dimostrare di essere autonoma.

## La signorina Ortica
Sofia, James e Desmond seguono una lezione di giardinaggio con la signorina Ortica. Ma per Ortica la lezione è un pretesto. Il suo vero obiettivo infatti è rubare il libro degli incantesimi, ma Sofia la scopre e recupera il libro degli incantesimi, sapendo che per la signorina Ortica il suo obiettivo di rubare il libro degli incantesimi si è rivelato falso e fallito.

## L'amuleto e l'inno
Sofia si vanta con Jade e Ruby di essere stata scelta per cantare al festival annuale di Harvest. Per questo il suo amuleto manda una maledizione su di lei, costringendola a gracchiare come una rana, per questo il mago di corte Cedric cerca di corrompere Sofia dicendo che per trovare una soluzione dovrà donarli il suo amuleto quando in realtà desiderava l'amuleto solo per migliorare la sua magia ed essere più potente, Sofia rifiuta. Sofia deve trovare un modo per spezzare la maledizione prima della sua grande performance. Appare Belle e dice a Sofia che, invece di scusarsi, dovrebbe fare qualcosa per farsi perdonare dai suoi amici.

## L'ora del tè
Flora, la preside della Reale Accademia, sorteggia Sofia come organizzatrice della prossima ora del tè e la principessa si ritrova a dover organizzare un ricevimento a tutti gli effetti, amber 
ha deciso di prendere i piatti doro, dopo vannero dal mago di corte dicono far fluttuare i tavoli a mezz'aria, dopo vanno da Abistrong il creatore di sculture di ghiaccio è gli fanno realizzare il cigno di ghiaccio, una volta finito tutto quello da organizzare si assicurano se sta arrivando tutto, ma Abistrong scivola con tutto il carretto del cigno di ghiaccio e fa impazzire i cigni veri che stanno provando il balletto mentre il mago fa l'incantesimo e i cigni che volano intorno a lui allora sbaglia l'incantesimo e sofia dice che la festa e rovinata ed è la sua occasione per fare l'ora del tè come un pik-nik.

## La principessa farfalla
I bambini preparano una festa in maschera, ognuno dovrà fabbricare da sé il proprio costume ma Amber si trova in difficoltà nella preparazione del suo abito e inoltre vedendo che Sofia ha costruito un vestito molto più bello del suo presa dall'invidia chiede aiuto al mago che le presterà un costume da farfalla però si accorse che non era un costume e che era diventata una farfalla vera, Amber confessa la verità a sofia e insieme si aiuteranno a vicenda per spezzare l'incantesimo.

## Benvenuta zia Tilly
Al castello arriva la zia Tilly, sorella di Roland, e promette per cena la sua squisita torta di mele. Ha però bisogno di un aiuto, e visto che Amber e James si defilano, tocca a Sofia darle una mano. 

## Il re fornaio
La regina Miranda fa appendere un grande specchio trovato in soffitta senza sapere che nasconde poteri magici. Nel frattempo re Roland è oberato dai numerosi impegni dovuti all'organizzazione del gran ballo del villaggio e Sofia cerca di aiutarlo, ma quando si offre di portare l'ordine della torta in paese, il padre pensa davanti allo specchio a quanto deve essere facile la vita di un fornaio rispetto alla sua. L'indomani tutta la famiglia reale si sveglia a casa del fornaio e gli abitanti del villaggio iniziano ad ordinare il pane al "fornaio Roland" come se ciò fosse normale. Il re decide di approfittare della situazione per concedersi una vacanza, ma presto dovrà ricredersi.

## Il castello sul mare
La famiglia reale si trova nella Baia nel Blu a bordo di un castello galleggiante. Sofia fa amicizia con la sirena Oona e il suo amuleto le dà la possibilità di diventare come lei per esplorare il mondo subacqueo. Quando Cedric rapisce Oona per il suo potente fermaglio, la regina sua madre, temendo siano stati gli umani, scatena una tempesta marina. Sofia con l'aiuto di Ariel libererà la sua amica e poi sconfigge Cedric.

## Le festività a Incantia
Durante la festa di Wassalia, i ragazzi al castello non vedono l'ora di scartare i regali sotto l'albero, ma re Roland esce con Baileywick e le guardie per comprare altri doni e resta bloccato da una tempesta di neve. Sofia andrà a cercarlo e verrà aiutata dalla principessa Aurora.

## La sfilata volante
Sofia invita Ruby e Jade a partecipare alla sfilata volante e a decorare la carrozza che le porterà in volo. La principessa però teme che le sue amiche preferiscano Amber a lei, e inizia a essere gelosa.